# Daniel Parkhurst Leadbetter
Daniel Parkhurst Leadbetter (* 10. September 1797 in Pittsfield, Massachusetts; † 26. Februar 1870 in Millersburg, Ohio) war ein US-amerikanischer Politiker. Zwischen 1837 und 1841 vertrat er den Bundesstaat Ohio im US-Repräsentantenhaus.

## Werdegang
David Leadbetter besuchte die öffentlichen Schulen seiner Heimat. Im Jahr 1816 zog er nach Steubenville in Ohio. Nach einem Jurastudium und seiner 1821 erfolgten Zulassung als Rechtsanwalt begann er dort in diesem Beruf zu arbeiten. Im selben Jahr wurde er Hauptmann der Staatsmiliz, in der er 1831 Quartiermeister wurde. 1828 verlegte er seinen Wohnsitz und seine Anwaltskanzlei nach Millersburg. Zusammen mit seinem Bruder war er Eigentümer fast der halben  Stadt. In den 1820er Jahren schloss er sich der Bewegung um den späteren Präsidenten Andrew Jackson an und wurde Mitglied der von diesem 1828 gegründeten Demokratischen Partei. Zwischen 1831 und 1836 bekleidete er das Amt des County Recorder im Holmes County.
Bei den Kongresswahlen des Jahres 1836 wurde Leadbetter im 13. Wahlbezirk von Ohio in das US-Repräsentantenhaus in Washington, D.C. gewählt, wo er am 4. März 1837 die Nachfolge von David Spangler antrat. Nach einer Wiederwahl konnte er bis zum 3. März 1841 zwei Legislaturperioden im Kongress absolvieren. Im Jahr 1840 verzichtete er auf eine weitere Kandidatur. Nach seiner Zeit im US-Repräsentantenhaus praktizierte Leadbetter wieder als Anwalt. Außerdem wurde er in der Landwirtschaft tätig, hier vor allem auf dem Gebiet der Viehzucht. Im Jahr 1851 war er Delegierter auf einem Verfassungskonvent seines Staates. Während des Bürgerkrieges war er im Jahr 1862 Hauptmann im Heer der Union. Er starb am 26. Februar 1870 in Millersburg, wo er auch beigesetzt wurde.